# Fussball Club Luzern
Il Fussball Club Luzern è una società calcistica svizzera con sede nella città di Lucerna. La sua fondazione risale al 12 agosto 1901. Oggi milita nella Super League, il campionato massimo del calcio svizzero.
L'attuale denominazione completa del club è Fussball Club Luzern Innerschweiz AG, e AG è l'abbreviazione di Aktiengesellschaft ovvero la S.p.a. italiana.

## Stadio

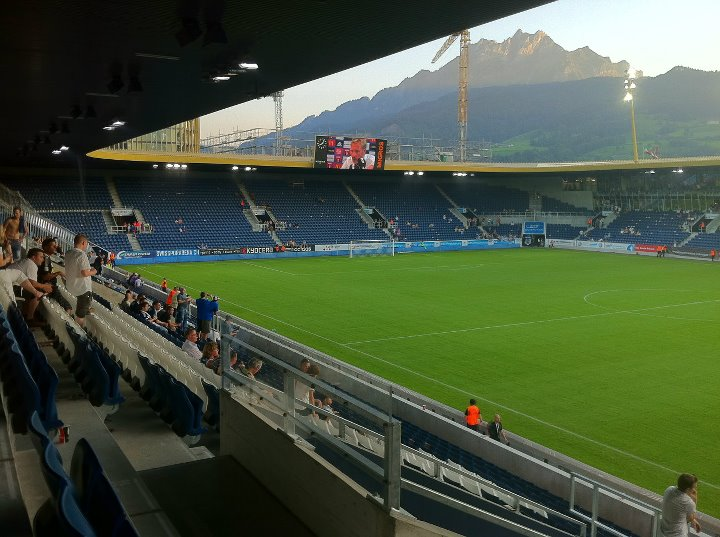
Una veduta della Swissporarena, impianto inaugurato nel 2011

Il Lucerna ha giocato le partite casalinghe allo Stadion Allmend, costruito nel 1906, fino alla stagione 2008-2009. Aveva una capienza di 13.500 spettatori (5.900 seduti e 7.100 in piedi) e le sue dimensioni erano 103,5 per 70 m.
Nei campionati 2009-2010 e 2010-2011 il Lucerna, causa i lavori per il nuovo stadio, ha giocato nel Gersag Stadion ad Emmenbrücke.
Il nuovo stadio, la Swissporarena, è stato terminato nel febbraio del 2011 ed è stato inaugurato il 31 luglio con l'incontro Lucerna-Thun. Ha una capienza di 16.800 spettatori e le sue dimensioni sono 105 per 68 m.

## Allenatori e presidenti

### Presidenti
- 1901-1903: Walter Adam
- 1903-1904: Alfred Möri
- 1904-1905: Guido Gisler
- 1905-1906: Alfred Möri e Alois Räber
- 1906-1907: Adolf Coulin
- 1907-1908: Walter Schmid e Josef Imgrüth
- 1908-1910: Gottlieb Leutwyler
- 1910-1911: Ernst Blaser
- 1911-1912: Rudolf Stauber e Gottlieb Leutwyler
- 1912-1914: Godi Vogt
- 1913-1915: Josef Winiger
- 1915-1916: Hans Döbeli
- 1916-1917: Emil Kaller e Godi Vogt
- 1917-1918: Emil Modespacher
- 1918-1919: Walter Lehmann
- 1919-1920: Rudolf Stauber
- 1920-1921: Godi Vogt
- 1921-1923: Emil Modespacher
- 1923-1924: Albrik Lüthy
- 1924-1925: Hugo Sproll
- 1925-1926: Anton Zimmermann
- 1926-1927: Josef Schuler
- 1927-1930: Emil Meister
- 1931-1932: Emil Schmid
- 1932-1934: Theodor Mugglin
- 1934-1943: Otto Bucher
- 1943-1945: Josef Kaufmann
- 1945-1949: Franz Wangler
- 1949-1954: Josef Notz
- 1954-1958: Werner Ludin
- 1958-1963: Klaus Honauer
- 1963-1969: Erwin Müller
- 1969-1975: Edy Renggli
- 1975-1998: Romano Simioni
- 1998-2001: Albert Koller
- 2001-2002: Jules Häfliger
- 2002-2005: Pedro Pfister
- 2005-2012: Walter Stierli
- 2012-2013: Mike Hauser
- 2013-oggi: Rudolf Stäger

### Allenatori
- 1921-1924: Dionys Schönecker
- 1927-1929: Franz Konya
- 1929: Otto Hamacek, Albert Halter e Albert Mühleisen
- 1930–1931: Dragan Nemes
- 1931-1933: Horace Williams
- 1933-1934: Josef Gerspach
- 1934-1935: Carlos Heinlein
- 1935-1937: Adolf Vögeli
- 1937-1938: Josef Uridil
- 1938: Robert Lang
- 1938-1939: Erwin Moser
- 1939: Wilhelm Szigmond
- 1942-1945: Josef Winkler
- 1945-1946: Gerhard Walter
- 1946-1949: Werner Schaer
- 1949-1951: Fritz Hack
- 1951-1955: Hermann Stennull
- 1955-1961: Rudi Gutendorf
- 1961-1962: Josef Brun e Josef Weber
- 1962-1964: Franz Linken
- 1964-1969: Ernst Wechselberger
- 1969-1970: Juan Schwanner
- 1970-1971: Werner Schley e Josef Brun
- 1971: Robert Meyer, Egon Midler, Josef Vogel e Josef Brun
- 1971-1974: Albert Sing
- 1974-1975: Illjas Pasic
- 1975: Paul Wolfisberg e Josef Vogel
- 1975-1976: Otto Luttrop
- 1976: René Hüssy
- 1976-1978: Albert Sing
- 1978-1982: Paul Wolfisberg e Josef Vogel
- 1982-1983: Milan Nikolić
- 1983-1985: Bruno Rahmen
- 1985-1992: Friedel Rausch
- 1992-1993: Bertalan Bicskei
- 1993: Paul Wolfisberg e Timo Konietzka
- 1994: Timo Konietzka
- 1994-1997: Jean-Paul Brigger
- 1997: Kudi Müller
- 1997-1998: Martin Müller
- 1998: Egon Coordes e André Bigi Meyer
- 1999-2001: Andy Egli
- 2001: Ryszard Komornicki
- 2001-2002: Raimondo Ponte
- 2002-2003: Hans-Peter Zaugg
- 2003: Urs Schönenberger
- 2003-2006: René van Eck
- 2006-2008 Ciriaco Sforza
- 2008: Roberto Morinini
- 2008-2011: Rolf Fringer
- 2008-2012: Murat Yakın
- 2012-2013: Ryszard Komornicki
- 2013: Gerardo Seoane
- 2013-2014: Carlos Bernegger
- 2014-2017: Markus Babbel
- 2018: Gerardo Seoane
- 2018-2019: René Weiler
- 2019: Thomas Binggeli e Manuel Klökler
- 2019-2020:  Thomas Häberli
- 2020-2021:  Fabio Celestini
- 2021:  Sandro Chieffo
- 2021-:  Mario Frick

## Palmarès

### Competizioni nazionali
- Campionato svizzero: 1

1988-1989
- Coppa Svizzera: 3

1959-1960, 1991-1992, 2020-2021
- Serie B (Svizzera): 1

1917-1918
- Prima Lega: 1

1935-1936
- Lega Nazionale B: 3

1952-1953, 1966-1967, 1973-1974
- Challenge League: 1

2005-2006

### Competizioni internazionali
- Coppa Piano Karl Rappan: 2

1989, 1990

### Competizioni giovanili
- Blue Stars/FIFA Youth Cup: 1

2015

### Altri piazzamenti
- Campionato svizzero:

Secondo posto: 1921-1922, 2011-2012
Terzo posto: 1985-1986, 2015-2016, 2017-2018
- Coppa Svizzera:

Finalista: 1996-1997, 2004-2005, 2005-2006, 2006-2007, 2011-2012
Semifinalista: 1960-1961, 1967-1968, 1989-1990, 1999-2000, 2008-2009, 2013-2014, 2015-2016, 2016-2017, 2018-2019, 2021-2022
- Supercoppa di Svizzera:

Finalista: 1989
- Coppa di Lega svizzera:

Semifinalista: 1972, 1981-1982
- Challenge League:

Secondo posto: 1934-1935 (girone ovest), 1957-1958, 1969-1970, 1975-1976, 1978-1979
Terzo posto: 1928-1929, 1955-1956, 1972-1973

## Statistiche

### Risultati nelle coppe europee
| Stagione  | Competizione       | Turno                     | Nazione                     | Club          | Risultato          |
| --------- | ------------------ | ------------------------- | --------------------------- | ------------- | ------------------ |
| 1960-1961 | Coppa delle Coppe  | Quarti di finale          | Italia (bandiera)           | Fiorentina    | 0-3, 2-6           |
| 1986-1987 | Coppa UEFA         | Primo turno               | Unione Sovietica (bandiera) | Spartak Mosca | 0-0, 0-1           |
| 1989-1990 | Coppa dei Campioni | Sedicesimi di finale      | Paesi Bassi (bandiera)      | PSV           | 0-3, 0-2           |
| 1990-1991 | Coppa UEFA         | Primo turno               | Ungheria (bandiera)         | MTK Budapest  | 1-1, 2-1           |
| 1990-1991 | Coppa UEFA         | Secondo turno             | Austria (bandiera)          | Admira Wacker | 0-1, 1-1           |
| 1992-1993 | Coppa delle Coppe  | Sedicesimi di finale      | Bulgaria (bandiera)         | Levski Sofia  | 1-2, 1-0           |
| 1992-1993 | Coppa delle Coppe  | Ottavi di finale          | Paesi Bassi (bandiera)      | Feyenoord     | 1-0, 1-4           |
| 1997-1998 | Coppa delle Coppe  | Sedicesimi di finale      | Cecoslovacchia (bandiera)   | Slavia Praga  | 2-4, 0-2           |
| 2014-2015 | Europa League      | Secondo turno preliminare | Scozia (bandiera)           | St. Johnstone | 1-1, 1-1 (4-5) dcr |
| 2016-2017 | Europa League      | Terzo turno preliminare   | Italia (bandiera)           | Sassuolo      | 1-1, 0-3           |
| 2017-2018 | Europa League      | Secondo turno preliminare | Croazia (bandiera)          | NK Osijek     | 0-2, 2-1           |
| 2018-2019 | Europa League      | Terzo turno preliminare   | Grecia (bandiera)           | Olympiakos    | 0-4, 1-3           |

### Statistiche nelle competizioni UEFA
Tabella aggiornata alla fine della stagione 2018-2019.
| Competizione                  | Partecipazioni | G  | V | N | P | RF | RS |
| ----------------------------- | -------------- | -- | - | - | - | -- | -- |
| UEFA Champions League         | 1              | 2  | 0 | 0 | 2 | 0  | 5  |
| Coppa delle Coppe             | 3              | 8  | 2 | 0 | 6 | 8  | 21 |
| Coppa UEFA/UEFA Europa League | 6              | 14 | 2 | 6 | 6 | 10 | 21 |
| Coppa Intertoto               | 3              | 10 | 4 | 4 | 2 | 18 | 16 |

## Organico

### Rosa 2025-2026
| N. |                       | Ruolo | Calciatore           |
| -- | --------------------- | ----- | -------------------- |
| 1  | Svizzera (bandiera)   | P     | Pascal Loretz        |
| 2  | Svizzera (bandiera)   | D     | Severin Ottiger      |
| 3  | Svezia (bandiera)     | D     | Jesper Löfgren       |
| 5  | Svizzera (bandiera)   | C     | Stefan Knežević      |
| 7  | Svizzera (bandiera)   | C     | Kevin Spadanuda      |
| 8  | Serbia (bandiera)     | C     | Aleksandar Stanković |
| 9  | Austria (bandiera)    | A     | Adrian Grbić         |
| 10 | Germania (bandiera)   | A     | Sinan Karweina       |
| 11 | Kosovo (bandiera)     | C     | Donat Rrudhani       |
| 14 | Lettonia (bandiera)   | C     | Andrejs Cigaņiks     |
| 16 | Slovacchia (bandiera) | C     | Jakub Kadák          |
| 17 | Togo (bandiera)       | D     | Thibault Klidje      |

| N. |                     | Ruolo | Calciatore             |
| -- | ------------------- | ----- | ---------------------- |
| 20 | Germania (bandiera) | D     | Pius Dorn              |
| 22 | Svizzera (bandiera) | D     | Rúben Dantas Fernandes |
| 24 | Svizzera (bandiera) | C     | Tyron Owusu            |
| 27 | Svizzera (bandiera) | A     | Lars Villiger          |
| 29 | Svizzera (bandiera) | C     | Levin Winkler          |
| 30 | Kosovo (bandiera)   | D     | Ismajl Beka            |
| 34 | Svizzera (bandiera) | D     | Luuk Breedijk          |
| 41 | Germania (bandiera) | P     | Julian Bock            |
| 46 | Svizzera (bandiera) | D     | Bung Meng Freimann     |
| 69 | Francia (bandiera)  | C     | Sofyan Chader          |
| 90 | Svizzera (bandiera) | A     | Vaso Vasić             |

### Staff tecnico
| Allenatore:              | Mario Frick          |
| Vice allenatore:         | Claudio Lustenberger |
| Vice allenatore:         | Roman Matter         |
| Allenatore dei portieri: | Lorenzo Bucchi       |
| Preparatore atletico:    | Christian Schmidt    |